# Jean-Luc Garin
Jean-Luc Garin (* 27. Oktober 1969 in La Bassée) ist ein französischer Geistlicher und römisch-katholischer Bischof von Saint-Claude.

## Leben
Jean-Luc Garin studierte Philosophie und Theologie am Priesterseminar des Erzbistums Lille. Am 29. Juni 1997 empfing er durch Erzbischof Jean Vilnet das Sakrament der Priesterweihe für das Erzbistum Lille.
Nach weiteren Studien am Institut Catholique de Paris erwarb er das Lizenziat in Theologie. An der Sorbonne erwarb er einen Mastergrad in Philosophie und ein DEA im Bereich Religionswissenschaft und interkulturelle Phänomene. Neben diesen Studien war er in der Pfarrseelsorge tätig. Von 2006 an war er bis 2012 Professor am Priesterseminar in Lille sowie bis 2015 Diözesanverantwortlicher für die Weiterbildung des Klerus. Von 2012 bis 2020 war er Regens des Priesterseminars in Lille und gehörte dem bischöflichen Rat an. Seit 2016 war er außerdem für die Ausbildung der ständigen Diakone in der Kirchenprovinz verantwortlich und war Sekretär des Nationalrats der Priesterseminare. Im Jahr 2020 wurde er Pfarrer der Pfarrei Heilige Dreifaltigkeit in Lambersart.
Papst Franziskus ernannte ihn am 10. Dezember 2020 zum Bischof von Saint-Claude. Der Erzbischof von Besançon, Jean-Luc Bouilleret, spendete ihm am 14. Februar des folgenden Jahres die Bischofsweihe. Mitkonsekratoren waren der Erzbischof von Lille, Laurent Ulrich, und der Erzbischof von Tours, sein Amtsvorgänger Vincent Jordy.